# 空へ エヴェレストの悲劇はなぜ起きたか
『空へ エヴェレストの悲劇はなぜ起きたか』（そらへ エヴェレストのひげきはなぜおきたか、Into Thin Air: A Personal Account of the Mt. Everest Disaster）は、ジョン・クラカワーによる1997年のノンフィクション書籍である。本書では、登山者8人が死亡した1996年のエベレスト大量遭難でのクラカワーの体験が詳述されている。クラカワーの遠征隊はガイドのロブ・ホールが率いていた。登山当日には他のグループも登頂を目指しており、その中にはホールの会社であるアドベンチャー・コンサルタンツの競合相手であるマウンテン・マッドネスのスコット・フィッシャーの遠征隊も含まれた。

## 内容
クラカワーは何年も登山から離れていたにもかかわらず、最終的に1996年5月のエベレスト遠征に参加する決断を下すに至った経緯を語っている。クラカワーは冒険雑誌『アウトサイド』のジャーナリストであり、当初は純粋に仕事のため、ベースキャンプまで登って商業登山の実態をレポートするだけのつもりであった。しかしながらエベレスト行きというアイデアにより、クラカワーの少年時代の登山の夢が再び呼び起こされ、彼は登頂に向けたトレーニングをするために記事の出版を1年先延ばしにするように編集者に頼み込んだ。
本書は、エベレストでの出来事と、超常への挑戦中に発生した惨事が交互に記されている（1996年の登頂でクラカワーのガイドのロブ・ホールを含む8人の死者を出している。これは1日の山での死者数としては記録上3番目に多い。最多記録は2015年4月のネパール地震の際の21人である）。クラカワーは、エベレストで経験を積んだガイドたちが長年に渡って培ってきた安全対策が、それぞれの顧客を山頂まで導くというライバル企業同士の競争によって損なわれることがあったと結論づけている。

## 論争
エベレスト登頂についての一部のクラカワーの記述は、参加者の一部やガレル・ローウェルといった登山家からの批判を受けた。批判の多くは、熟練のカザフスタンの高所登山家でフィッシャー隊のガイドを務めたアナトリ・ブクレーエフの登山中の行動についてのクラカワーの説明に対してである。ブクレーエフは救助活動の可能性に備え、顧客の安全を気遣って彼らよりも先に山頂を降りていた。クラカワーは、下山後のブクレーエフの活動は英雄的であった（彼は単独で救助活動を繰り返し、少なくとも登山者2名の命を救った）ことを認めたが、登山中の彼の判断、顧客たちより先に下山するという選択、無酸素登頂するという選択、山での装備の選択、顧客たちとのやりとりに疑問を呈している。ブクレーエフは1997年の自著『デス・ゾーン8848M エヴェレスト大量遭難の真実』でクラカワーの主張に反論している。
登山家のガレン・ローウェルは、クラカワーの説明には多くの矛盾点があると批判し、またブクレーエフが他の登山者の救助を行っていたあいだ、クラカワーはテントで寝ていたと指摘した。ローウェルは、「（ブクレーエフは）キャンプ付近での顧客との問題を予見し、（エベレストの）山頂に他の5人のガイドがいることに気付き、緊急事態に対応できるだけの十分な休息と水分補給の態勢をとった。彼の英雄的行為は偶然ではなかったのだ」と論じた。
クラカワーの記述は、チームのメンバーが毎日正確な天気予報を受け、迫り来る嵐を事前に認知していたことに言及していないことでも批判されている。
クラカワーは1999年に出版された本書のペーパーバック版の追記で批判の一部に反論している。

## 映画
本書の映画化権は出版直後にソニーにより購入された。本書は1997年に『エベレスト 死の彷徨』としてテレビ映画化され、ピーター・ホートンがスコット・フィッシャー、クリストファー・マクドナルドがクラカワーを演じた。
バルタザール・コルマウクル監督による2015年の映画『エベレスト 3D』は本書と同じ遭難事件を題材としており、マイケル・ケリーがクラカワーを演じた。コルマウクルによると、この映画はクラカワーの本書には基づいていない。

## 日本語版
2000年の文春文庫版以降には、『デス・ゾーン8848M』への反論となる「後記」が追加翻訳されている。
- ジョン・クラカワー 著、海津正彦 訳『空へ エヴェレストの悲劇はなぜ起きたか』文藝春秋、1997年10月1日。ISBN 978-4163533704。
- ジョン・クラカワー 著、海津正彦 訳『空へ エヴェレストの悲劇はなぜ起きたか』文藝春秋 (文春文庫)、2000年12月1日。ISBN 978-4167651015。
- ジョン・クラカワー 著、海津正彦 訳『空へ 「悪夢のエヴェレスト」1996年5月10日』山と溪谷社、2013年7月31日。ISBN 978-4635047517。

## 関連書籍
- Boukreev, Anatoli; DeWalt, G. Weston (June 28, 1997). The Climb: Tragic Ambitions on Everest. St. Martin's Press. ISBN 9780312168148
  - 日本語訳: アナトリ・ブクレーエフ（英語版）; G・ウェストン・デウォルト 著、鈴木主税 訳『デス・ゾーン8848M エヴェレスト大量遭難の真実』角川書店、1998年8月1日。ISBN 978-4047913042。

この本ではアドベンチャー・コンサルタンツのチームが批判的に分析されており、エベレストでの数時間の出来事に対する別の説明が記されている。
- Ratcliffe, Graham (2011). A Day to Die For. UK: Mainstream Publishing. ISBN 9781845966386

この本では、チームの登頂前に詳細な天気予報が届けられていたという証拠が提示されている。これらの予報は5月10日と11日に吹雪が襲うことを明確に示していた。ラトクリフは2人の隊長が予報を無視して登頂を続行し、その結果顧客を危険にさらしたことに多く言及し、同時に、クラカワーや他の多くの人々が「突然で予期せぬ」吹雪と表現したことは不正確であると指摘している。さらにラトクリフは、クラカワーが天気予報のことに言及しなかったことで、正確で十分な調査に基づいた説明を行っていないと論じている。
- Gammelgard, Lene (2000). Climbing High: A Woman's Account of Surviving the Everest Tragedy. New York: Perennial. ISBN 978-0-330-39227-3

フィッシャー隊のレーネ・ギャメルガードの体験記
- Trueman, Mike (2015). The Storms: Adventure and Tragedy on Everest. UK: Baton Wicks Publications. ISBN 978-1898573944

1996年の国際ポーランド・サウス・ピラー・チームのメンバーで遭難事故の際に第2キャンプにいたマイク・トゥルーマンの著書。彼はベースキャンプへの下山を要請され、そこでの救助活動に協力した。
- Weathers, Beck; Michaud, Stephen G. (2000). Left For Dead: My Journey Home from Everest. New York: Villard. ISBN 978-0-375-50404-4
  - 日本語訳: ベック・ウェザーズ（英語版）; ステファン・G・ミショー 著、山本光伸 訳『死者として残されて エヴェレスト零下51度からの生還』光文社、2001年12月1日。ISBN 978-4334961183。
  - 日本語訳: ベック・ウェザーズ（英語版）; ステファン・G・ミショー 著、山本光伸 訳『零下51度からの生還 エヴェレストの悲劇 死の淵から蘇った男』光文社 (光文社文庫)、2006年2月9日。ISBN 978-4334761653。
  - 日本語訳: ベック・ウェザーズ（英語版）; ステファン・G・ミショー 著、山本光伸 訳『生還』K&Bパブリッシャーズ、2015年10月19日。ISBN 978-4902800296。

ホール隊のベック・ウェザーズの体験記。
- Dickinson, Matt (1997). The Death Zone: Climbing Everest Through the Killer Storm. Hutchinson. ISBN 978-0-09-180239-4
  - 再販版: Dickinson, Matt (2000). The Other Side of Everest: Climbing the North Face Through the Killer Storm. New York: Crown. ISBN 978-0-8129-3159-4

山の反対側の登山者の出来事を綴った体験記。
- Kasischke, Lou (2014). After the Wind: 1996 Everest Tragedy, One Survivor's Story. Good Hart Publishing. ISBN 978-1940877006

ホール隊に参加したルー・カシシュケの体験記。カシシュケは登頂にまつわる出来事と、自身の命を救った決断について詳述している。